# Witaferina A
La witaferina A è un lattone steroideo che si lega alla vimentina e ne inibisce il funzionamento. La molecola è stata isolata per la prima volta nel 1965 dal ginseng indiano (Withania somnifera), ed è stato il primo membro della famiglia dei witanolidi ad essere scoperto. La witaferina A è un potente inibitore dell'angiogenesi (formazione di nuovi vasi sanguigni). La witaferina A inibisce l'attività dei fattori di trascrizione NF-κB e Sp1. La witaferina A regola inoltre l'espressione del gene VEGF e può influenzare la segnalazione cellulare del calcio.